# Sieroszewice (gmina)
Pour la localité, voir Sieroszewice.
Sieroszewice est une gmina rurale du powiat de Ostrów Wielkopolski, Grande-Pologne, dans le centre-ouest de la Pologne. Son siège est le village de Sieroszewice, qui se situe environ 19 km à l'est d'Ostrów Wielkopolski et 112 km au sud-est de la capitale régionale Poznań.
La gmina couvre une superficie de 163,54 km2 pour une population de 9 605 habitants.

## Géographie
| - Plan de la gmina. |

La gmina inclut les villages de Bibianki, Biernacice, Bilczew, Kania, Latowice, Masanów, Namysłaki, Ołobok, Parczew, Psary, Raduchów, Rososzyca, Sieroszewice, Sławin, Strzyżew, Westrza, Wielowieś et Zamość.
La gmina borde les gminy de Brzeziny, Godziesze Wielkie, Grabów nad Prosną, Kraszewice, Mikstat, Nowe Skalmierzyce, Ostrów Wielkopolski et Przygodzice.